# Montenegrijns voetbalelftal in 2009
Het Montenegrijns voetbalelftal speelde in totaal negen interlands in het jaar 2009, waaronder zeven duels in de kwalificatiereeks voor het WK voetbal 2010 in Zuid-Afrika. De selectie stond voor het derde opeenvolgende jaar onder leiding van bondscoach Zoran Filipović. Hij stapte op na het laatste duel van het jaar, op 18 november tegen Wit-Rusland. Middenvelder Nikola Drinčić (Amkar Perm) was de enige die speler die in 2009 in alle negen duels in actie kwam, van de eerste tot en met de laatste minuut. Op de FIFA-wereldranglijst steeg Montenegro in 2009 van de 113de (januari 2009) naar de 74ste plaats (december 2009).

## Balans
| Wedstrijden | Wedstrijden | Wedstrijden | Wedstrijden | Doelpunten | Doelpunten | Doelpunten | Punten |
| Gespeeld    | Winst       | Gelijk      | Verlies     | Voor       | Tegen      | Saldo      | Punten |
| ----------- | ----------- | ----------- | ----------- | ---------- | ---------- | ---------- | ------ |
| 9           | 3           | 4           | 2           | 9          | 11         | –2         | 1.111  |

## Interlands
|                                                            |            |                                               |        |                                                                                           |
| 28 maart WK-kwalificatie № 15 «onderlinge duels» 19:45 uur | Montenegro | 0 – 2                                         | Italië | Stadion Pod Goricom, Podgorica Toeschouwers: 10.500 Scheidsrechter: Martin Atkinson (ENG) |
| 28 maart WK-kwalificatie № 15 «onderlinge duels» 19:45 uur |            | 11' (pen.) Andrea Pirlo 73' Giampaolo Pazzini |        | Stadion Pod Goricom, Podgorica Toeschouwers: 10.500 Scheidsrechter: Martin Atkinson (ENG) |

|                                                           |         |       |            |                                                                                           |
| 1 april WK-kwalificatie № 16 «onderlinge duels» 19:00 uur | Georgië | 0 – 0 | Montenegro | Boris Paitsjadzestadion, Tbilisi Toeschouwers: 16.000 Scheidsrechter: David Malcolm (NIR) |
| 1 april WK-kwalificatie № 16 «onderlinge duels» 19:00 uur |         |       |            | Boris Paitsjadzestadion, Tbilisi Toeschouwers: 16.000 Scheidsrechter: David Malcolm (NIR) |

|                                                          |                                                      |       |                                           |                                                                                                |
| 6 juni WK-kwalificatie № 17 «onderlinge duels» 18:30 uur | Cyprus                                               | 2 – 2 | Montenegro                                | Antonis Papadopoulos Stadion, Larnaca Toeschouwers: 3.000 Scheidsrechter: Carlos Velasco (ESP) |
| 6 juni WK-kwalificatie № 17 «onderlinge duels» 18:30 uur | Konstantinou Michalis 13' Michael Chrysis 45' (pen.) |       | 65' Dejan Damjanović 78' Dejan Damjanović | Antonis Papadopoulos Stadion, Larnaca Toeschouwers: 3.000 Scheidsrechter: Carlos Velasco (ESP) |

|                                                                 |                                               |       |               |                                                                                        |
| 12 augustus Vriendschappelijk № 18 «onderlinge duels» 19:30 uur | Montenegro                                    | 2 – 1 | Wales         | Stadion Pod Goricom, Podgorica Toeschouwers: 5.000 Scheidsrechter: Milorad Mažić (SRB) |
| 12 augustus Vriendschappelijk № 18 «onderlinge duels» 19:30 uur | Stevan Jovetić 31' (pen.) Radomir Đalović 45' |       | 52' Sam Vokes | Stadion Pod Goricom, Podgorica Toeschouwers: 5.000 Scheidsrechter: Milorad Mažić (SRB) |

|                                                               |                                                                                                   |       |                   |                                                                                   |
| 5 september WK-kwalificatie № 19 «onderlinge duels» 18:30 uur | Bulgarije                                                                                         | 4 – 1 | Montenegro        | Vasil Levski Stadion, Sofia Toeschouwers: 7.543 Scheidsrechter: Tony Asumaa (FIN) |
| 5 september WK-kwalificatie № 19 «onderlinge duels» 18:30 uur | Radostin Kishishev 45' Dimitar Telkijski 49' Dimitar Berbatov 83' (pen.) Valeri Domovtsjijski 90' |       | 9' Stevan Jovetić | Vasil Levski Stadion, Sofia Toeschouwers: 7.543 Scheidsrechter: Tony Asumaa (FIN) |

|                                                               |                          |       |                   |                                                                                           |
| 9 september WK-kwalificatie № 20 «onderlinge duels» 19:15 uur | Montenegro               | 1 – 1 | Cyprus            | Stadion Pod Goricom, Podgorica Toeschouwers: 4.000 Scheidsrechter: Cyril Zimmermann (SUI) |
| 9 september WK-kwalificatie № 20 «onderlinge duels» 19:15 uur | Mirko Vučinić 57' (pen.) |       | 64' Yiannis Okkas | Stadion Pod Goricom, Podgorica Toeschouwers: 4.000 Scheidsrechter: Cyril Zimmermann (SUI) |

|                                                              |                                          |       |                          |                                                                                        |
| 10 oktober WK-kwalificatie № 21 «onderlinge duels» 19:00 uur | Montenegro                               | 2 – 1 | Georgië                  | Stadion Pod Goricom, Podgorica Toeschouwers: 5.420 Scheidsrechter: Selçuk Dereli (TUR) |
| 10 oktober WK-kwalificatie № 21 «onderlinge duels» 19:00 uur | Radoslav Batak 14' Andrija Delibašić 78' |       | 45' Vladimir Dvalisjvili | Stadion Pod Goricom, Podgorica Toeschouwers: 5.420 Scheidsrechter: Selçuk Dereli (TUR) |

|                                                              |         |       |            |                                                                               |
| 14 oktober WK-kwalificatie № 22 «onderlinge duels» 19:00 uur | Ierland | 0 – 0 | Montenegro | Croke Park, Dublin Toeschouwers: 50.212 Scheidsrechter: Vladimír Hriňák (SVK) |
| 14 oktober WK-kwalificatie № 22 «onderlinge duels» 19:00 uur |         |       |            | Croke Park, Dublin Toeschouwers: 50.212 Scheidsrechter: Vladimír Hriňák (SVK) |

|                                                                 |                   |       |             |                                                                                             |
| 18 november Vriendschappelijk № 23 «onderlinge duels» 16:00 uur | Montenegro        | 1 – 0 | Wit-Rusland | Stadion Pod Goricom, Podgorica Toeschouwers: 5.000 Scheidsrechter: Aleksandar Stavrev (MKD) |
| 18 november Vriendschappelijk № 23 «onderlinge duels» 16:00 uur | Mirko Vučinić 80' |       |             | Stadion Pod Goricom, Podgorica Toeschouwers: 5.000 Scheidsrechter: Aleksandar Stavrev (MKD) |

## FIFA-wereldranglijst
| JAN | FEB | MAA | APR | MEI | JUN | JUL | AUG | SEP | OKT | NOV | DEC |
| --- | --- | --- | --- | --- | --- | --- | --- | --- | --- | --- | --- |
| 113 | 111 | 112 | 117 | 117 | 110 | 98  | 96  | 89  | 75  | 73  | 74  |

## Statistieken
| Vukašin Poleksić   | 1982-08-30 | Debreceni VSC         | 8 | 0 | 0 | 20 | 0 |
| Mladen Božović     | 1984-08-01 | Partizan Belgrado     | 1 | 1 | 0 | 6  | 0 |
| Srđan Blažić       | 1982-11-26 | Levadiakos            | 0 | 1 | 0 | 1  | 0 |
| Verdediging        |            |                       |   |   |   |    |   |
| Radoslav Batak     | 1977-08-15 | Antalyaspor           | 7 | 0 | 1 | 17 | 1 |
| Marko Baša         | 1982-12-29 | Lokomotiv Moskou      | 6 | 0 | 0 | 6  | 0 |
| Savo Pavićević     | 1980-12-11 | AO Kavala             | 6 | 0 | 0 | 18 | 0 |
| Luka Pejović       | 1985-07-31 | Mogren Budva          | 5 | 2 | 0 | 16 | 0 |
| Elsad Zverotić     | 1986-10-31 | FC Luzern             | 4 | 2 | 0 | 12 | 0 |
| Miodrag Džudović   | 1979-09-06 | Spartak Naltsjik      | 4 | 1 | 0 | 7  | 0 |
| Milan Jovanović    | 1983-07-21 | Rapid Wien            | 3 | 1 | 0 | 15 | 0 |
| Jovan Tanasijević  | 1978-01-20 | Dinamo Moskou         | 2 | 0 | 0 | 13 | 0 |
| Ivan Fatić         | 1988-08-21 | Genoa CFC             | 1 | 3 | 0 | 4  | 0 |
| Nikola Vukčević    | 1984-03-22 | Budućnost Podgorica   | 0 | 1 | 0 | 1  | 0 |
| Middenveld         |            |                       |   |   |   |    |   |
| Nikola Drinčić     | 1984-09-07 | Amkar Perm            | 9 | 0 | 0 | 18 | 1 |
| Milorad Peković    | 1977-08-05 | SpVgg Greuther Fürth  | 7 | 0 | 0 | 14 | 0 |
| Simon Vukčević     | 1986-01-29 | Sporting Lissabon     | 7 | 0 | 0 | 17 | 1 |
| Branko Bošković    | 1980-06-21 | Rapid Wien            | 6 | 1 | 0 | 17 | 1 |
| Mitar Novaković    | 1981-09-27 | Amkar Perm            | 3 | 1 | 0 | 10 | 0 |
| Vladimir Božović   | 1981-11-13 | Rapid Boekarest       | 3 | 0 | 0 | 17 | 0 |
| Mladen Kašćelan    | 1983-02-13 | Jagiellonia Białystok | 1 | 5 | 0 | 6  | 0 |
| Nikola Vujović     | 1981-06-23 | Partizan Belgrado     | 0 | 2 | 0 | 6  | 0 |
| Nemanja Nikolić    | 1988-01-01 | Rode Ster Belgrado    | 0 | 1 | 0 | 1  | 0 |
| Aanval             |            |                       |   |   |   |    |   |
| Stevan Jovetić     | 1989-11-02 | AC Fiorentina         | 6 | 0 | 2 | 13 | 6 |
| Mirko Vučinić      | 1983-10-01 | AS Roma               | 3 | 1 | 2 | 15 | 8 |
| Radomir Đalović    | 1982-10-29 | HNK Rijeka            | 3 | 1 | 1 | 11 | 4 |
| Dejan Damjanović   | 1981-07-27 | FC Seoul              | 2 | 3 | 2 | 6  | 2 |
| Andrija Delibašić  | 1981-04-24 | Hércules CF           | 1 | 1 | 1 | 2  | 1 |
| Goran Vujović      | 1987-05-03 | Videoton FC           | 1 | 0 | 0 | 1  | 0 |
| Fatos Bećiraj      | 1988-05-05 | Budućnost Podgorica   | 0 | 3 | 0 | 3  | 0 |
| Vladimir Gluščević | 1979-10-20 | Mogren Budva          | 0 | 1 | 0 | 1  | 0 |
| Ivan Vuković       | 1987-09-20 | Budućnost Podgorica   | 0 | 1 | 0 | 1  | 0 |